# John Stoll
John Stoll (Londres, 13 de setembro de 1913 — 25 de junho de 1990) é um diretor de arte britânico. Venceu o Oscar de melhor direção de arte na edição de 1963 por Lawrence of Arabia, ao lado de John Box e Dario Simoni.